# Gaffelsegel
- • 1. – mast
- • 2. – gaffelstång
- • 3. – gaffelnock, pik, pikhorn
- • 4. – gaffelbeslag, klohorn
- • 5. – bom
- • 6. – bomnock, skothorn
- • 7. – bombeslag,[a] halshorn
- • 8. – klo
- • 9. – rack[b]
- • 10. – gaffelsegel
- • 11. – hanfot
- • 12. – pikfall
- • 13. – klofall

Gaffelsegel är ett trapetsformat segel anbringat på förkanten av en mast och med sitt övre  lik fäst vid rundhult, gaffel i överkant. Underrerliket är oftast fäst vid en bom men lösfotade gaffelriggar är inte ovanliga. Åtminstone en av dess rottrådar går från latinseglet på sjuttonhundratalsskeppens mesanmaster; andra kan gå från mindre båtars spri- och loggertsegel.

## Användning
Gaffelseglet används i många snedsegelriggar (skonertar, ketcher, jakter med flera, ibland också på mindre allmogebåtar) och som mesan i råsegelriggar (fullriggare, barker, briggar). Nuförtiden är seglet ofta ersatt av bermudasegel, som är enklare och aerodynamiskt bättre vid bidevindssegling.
Fördelen med gaffelsegel jämfört med bermudasegel är framförallt att masten kan vara lägre (då seglet är bredare) och belastningen på vanter och deras fästen därmed mindre. I frisk medvind är gaffelseglet också bättre, då det att segelytan ligger lågt är viktigare än optimal aerodynamik. På mindre (allmoge)båtar använder man hellre enklare rigg, i Nordeuropa ofta spri- eller loggertsegel istället för gaffelseglet.

## Gaffelstång
Gaffeln eller gaffelstången är en rundhult som förekommer på gaffelriggade segelfartyg. Gaffeln är den övre av de två stänger som sticker akterut från masten, och ofta har den en brant lutning (till skillnad från bommen, som är betydligt mer horisontell). Gaffelstången kontrolleras med två fall: klofallet, som kontrollerar inre ändan av gaffeln och pikfallet som kontrollerar den yttre. På båtar brukar gaffeln hissas samtidigt med seglet, som då är fäst vid denna. På skutor och fartyg hålls gaffeln ofta hissad uppe.

## Gaffeltoppsegel
Ofta förs ett toppsegel, kallat gaffeltoppsegel, i den triangel som bildas mellan gaffel och mast och mastens förlängning, toppstången. I en del riggar, exempelvis på toppsegelskonare, förs istället för gaffeltoppsegel, åtminstone på fockmasten, ett eller flera råsegel ovanför gaffelseglet.

## Galleri

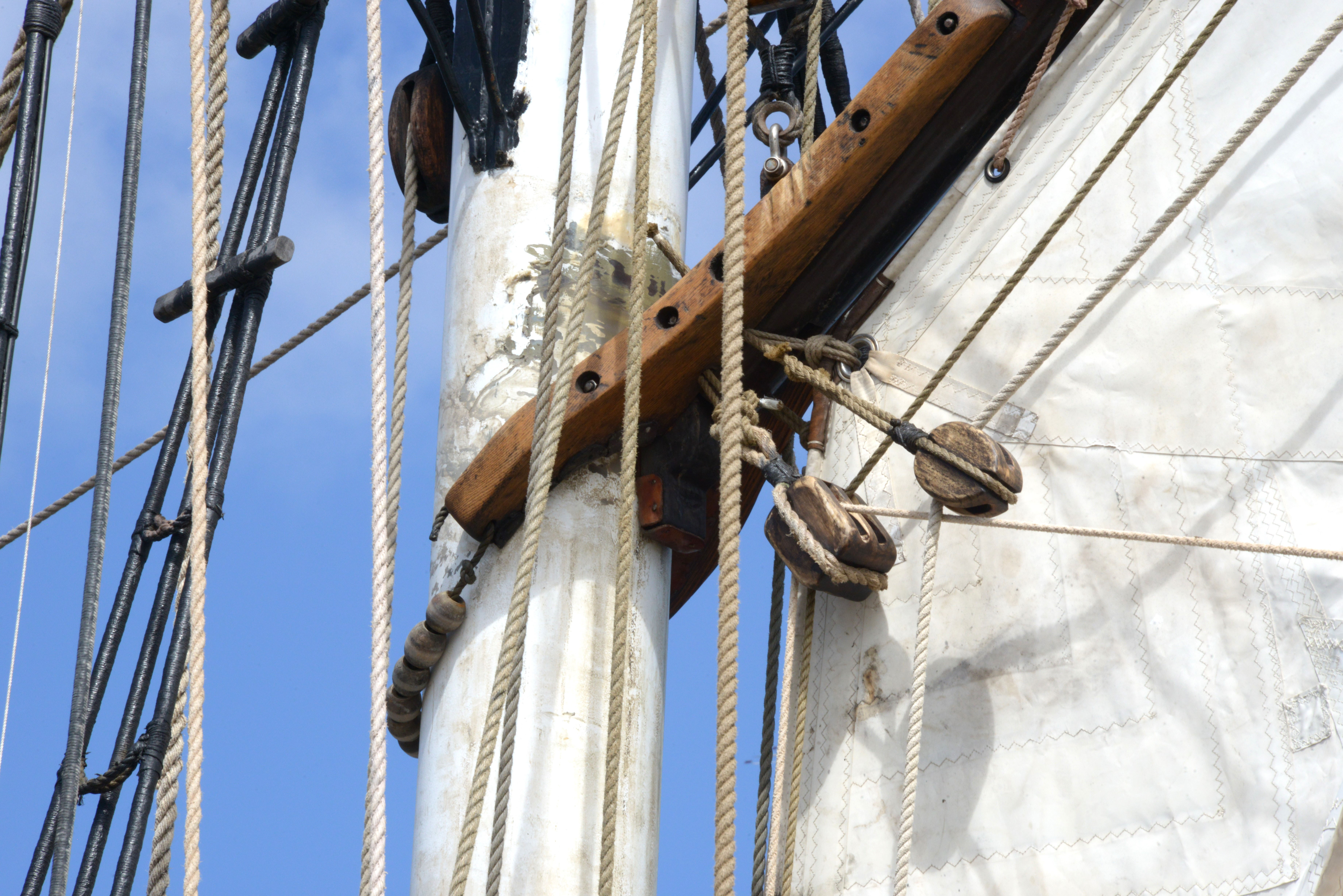
Klo till en gaffel med hissat klohorn. Notera klofall ovan och rack bakom. Detta rack är enkelt – enbart ett tåg med rackklot (träpärlorna) – och saknar rackslädar. Det agerar rullager vid hissning och nedhal av gaffeln.
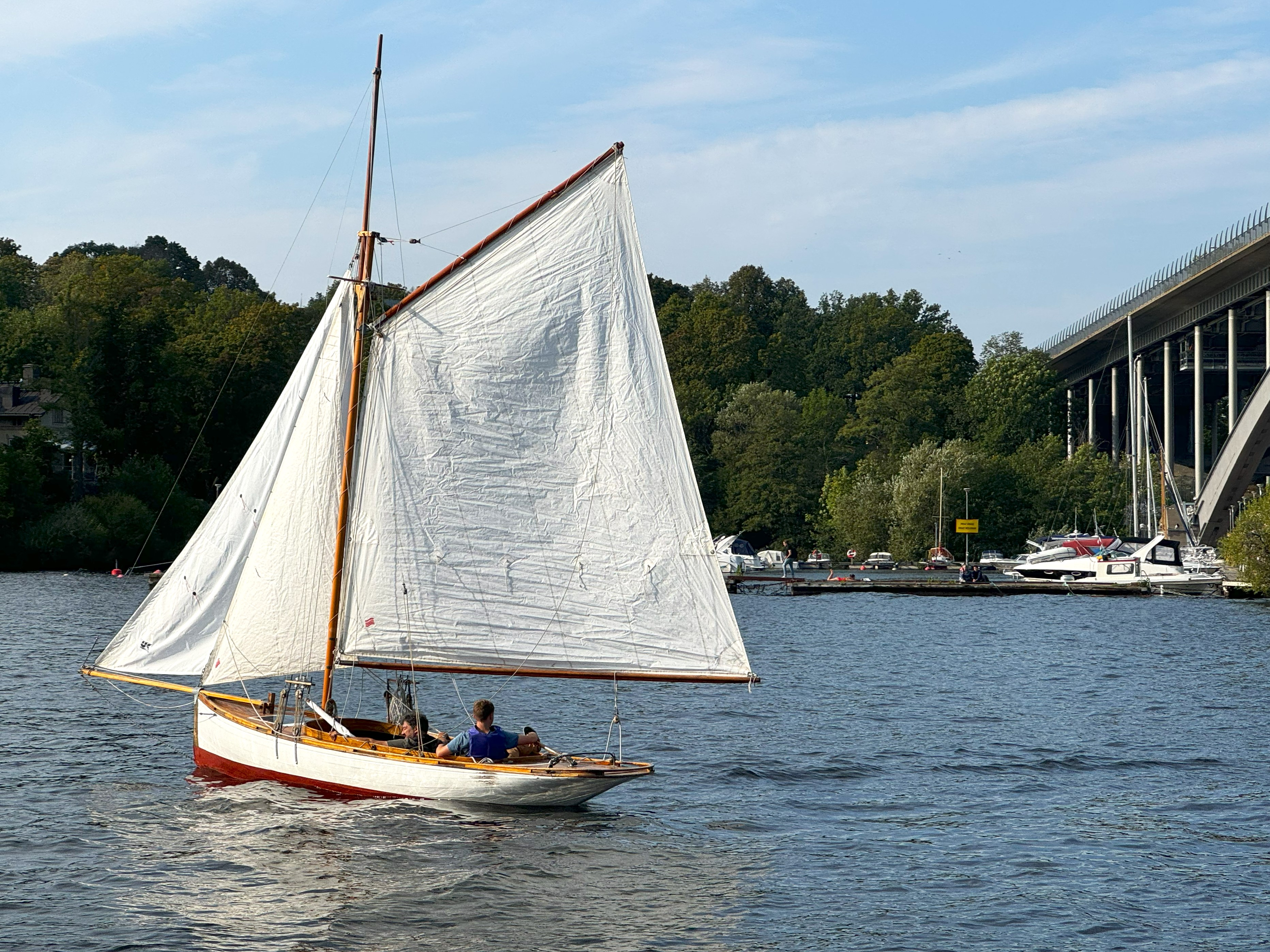
Den gaffelriggade kuttern Edda vid Västerbron i Riddarfjärden i Stockholm.
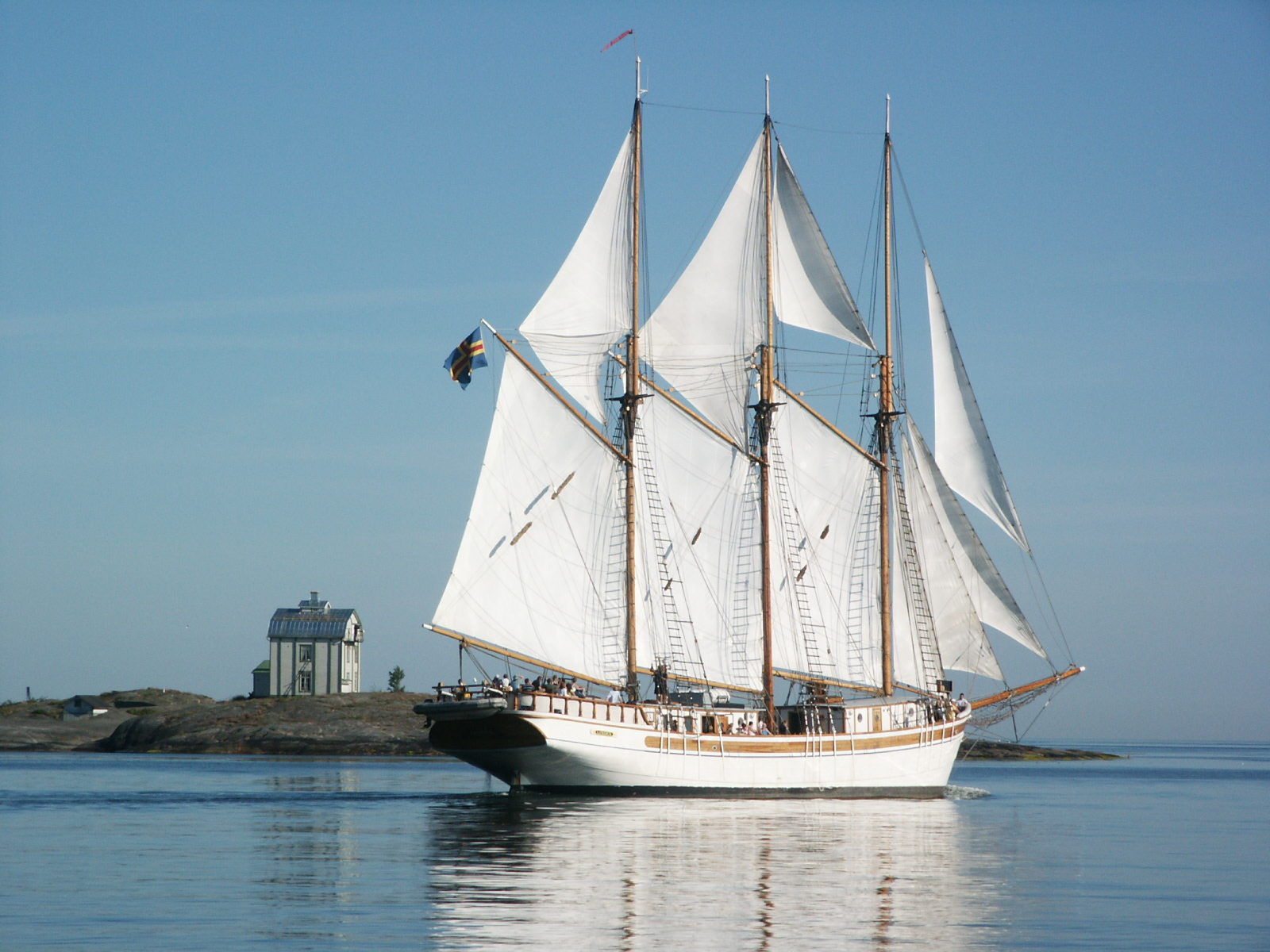
Slättoppade skonaren Linden utanför Mariehamn. Gaffelsegel på alla master, gaffeltoppsegel ovanför storsegel och mesan.